# Wenno
Wenno (auch Winne, Wynno, Vinno; † 1209 in Riga) war der erste Herrenmeister des Schwertbrüderordens in Livland.

## Erwähnungen
Über ihn berichteten Heinrich von Lettland in seiner Chronik von etwa 1209/38 sowie die Livländische Reimchronik von etwa 1290. Hermann von Wartberge erwähnte ihn um 1380 kurz mit Angaben aus den beiden anderen Werken.

## Leben
Über die Herkunft Wennos machen die mittelalterlichen Texte keine Angaben, ebenso nicht über seinen Amtsbeginn. Da der Schwertbrüderorden 1202 gegründet wurde, muss er bald danach in das Amt gekommen sein. Die Livländische Reimchronik berichtete, „Winne“ habe die Burgen Segewold, Wenden und Ascheraden erbaut und Kokenhusen erobert. Der Zeitgenosse Heinrich von Lettland erwähnte ihn erstmals für das Jahr 1208.
Anfang 1209 wurde der Herrenmeister von einem Ritter Wickbert erschlagen. Die Gründe dafür sind unbekannt. Sein Nachfolger Volkwin wurde im Herbst jenes Jahres erstmals im Amt genannt.